# Outside the Law (1956)
Outside the Law is een Amerikaanse misdaadfilm uit 1956 onder regie van Jack Arnold. In Nederland werd de film destijds uitgebracht onder de titel Het complot der valsemunters.

## Verhaal
De jeugddelinquent John Conrad komt vrij op borg, zodat hij in dienst kan gaan bij het leger. Hij moet er een complot van valsemunters oprollen, waar een voormalige legerkameraad bij betrokken is. John moet de vriendin van zijn ex-kameraad verleiden om informatie van haar los te krijgen.

## Rolverdeling
| Acteur             | Personage         |
| ------------------ | ----------------- |
| Ray Danton         | John Conrad       |
| Leigh Snowden      | Maria Craven      |
| Grant Williams     | Don Kastner       |
| Onslow Stevens     | Alec Conrad       |
| Raymond Bailey     | Philip Bormann    |
| Judson Pratt       | Maury Saxton      |
| Jack Kruschen      | Phil Schwartz     |
| Floyd Simmons      | Agent Harris      |
| Mel Welles         | Milo              |
| Alexander Campbell | Bewaker Lewis     |
| Kaaren Verne       | Mevrouw Pulenski  |
| Maurice Doner      | Mijnheer Pulenski |
| Jess Kirkpatrick   | Bill MacReady     |
| Arthur Hanson      | Agent Parker      |
| Richard H. Cutting | Agent Pomery      |